# Al Miller (allenatore)
Al Miller (Lebanon, 17 dicembre 1936) è un allenatore di calcio statunitense.

## Biografia
Diplomatosi presso la Jonestown High School, si iscrive alla East Stroudsburg University of Pennsylvania. Sposatosi con Patricia Smith, ha avuto tre figli, Karen, Kathy e John.

## Carriera

### Giocatore
Formatosi nella rappresentativa calcistica della East Stroudsburg University of Pennsylvania, lascia la carriera agonistica per divenire allenatore.

### Allenatore
Dopo aver allenato la rappresentativa calcistica della State University of New York at New Paltz e dell'Hartwick College, nel 1973 viene chiamato alla guida dei Philadelphia Atoms, con cui  si aggiudica la North American Soccer League 1973, ottenendo anche il titolo individuale di miglior allenatore.
Nel marzo 1975 viene chiamato alla guida della nazionale di calcio degli Stati Uniti d'America, venendo sostituito nel corso dello stesso anno.
Nel dicembre 1975 lascia gli Atoms e nella stagione 1976 è alla guida dei Dallas Tornado.  Con i Tornado raggiungerà tre volte, su quattro stagioni, i quarti di finale del torneo.
Nella stagione 1980 diviene l'allenatore dei canadesi del Calgary Boomers, che guida prima nella stagione indoor e nella successiva North American Soccer League 1981, raggiungendo i quarti di finale della competizione.
Nella stagione 1983 diviene allenatore dei Tampa Bay Rowdies, ottenendo il terzo posto della Southern Division. Lascerà l'incarico di allenatore dei Rowdies nell'ottobre '83.

## Palmarès

### Club
- Campionato NASL: 1

Philadelphia Atoms: 1973

### Individuale
- NASL Coach of the Year: 1

1973